# Fritillaria sewerzowii
Fritillaria sewerzowii (Syn.: Korolkowia sewerzowii (Regel) Regel) ist eine Pflanzenart aus der Gattung Fritillaria innerhalb der Familie der Liliengewächse (Liliaceae). Früher wurde sie in die monotypische Gattung Korolkowia Regel gestellt.

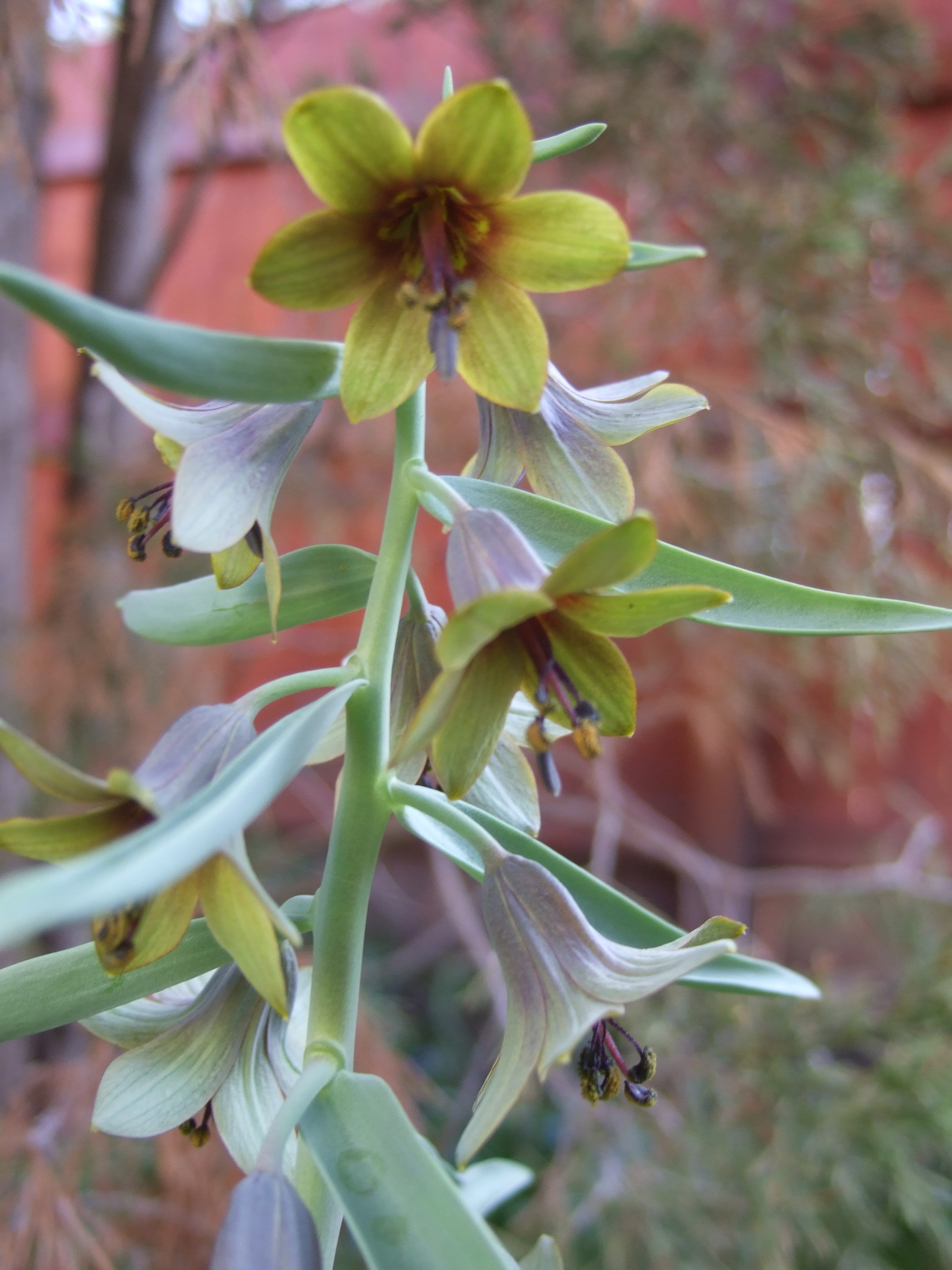
Habitus

## Beschreibung
Fritillaria sewerzowii ist eine ausdauernde krautige Pflanze, die eine Wuchshöhe von etwa 20 bis 50 cm erreicht. Sie bildet eine knapp 5 cm große, eiförmigen Zwiebel. Die fleischigen, unten am Stängel breit ovalen und nach oben lanzettlicher werdenden, bis zu 15 cm langen Laubblätter stehen gleichmäßig den Stängel entlang.
Die vier bis zehn einzeln aus den Blattachseln der Triebspitzen wachsenden purpur-braunen, sternförmigen Blüten sind bis zu 3 cm lang. Sie blühen früh ab März. Die ganze Pflanze hat eine gewisse Ähnlichkeit mit der Orchidee Epipactis helleborine, was schon dem Erstbeschreiber Regel auffiel.

## Verbreitung
Fritillaria sewerzowii wächst in alpinen Regionen in Mittelasien (Kirgisistan, Usbekistan) auf steinigen Hängen oder in lichten Wäldern. Sie ist winterhart, bedarf aber trockener und sehr gut dränierter Standorte.

## Taxonomie
Fritillaria sewerzowii wurde 1868 von Eduard August von Regel in Bulletin de la Société Imperiale des Naturalistes de Moscou Band 41, Teil 1, Seite 443 erstbeschrieben. Ein Synonym ist Korolkowia sewerzowii (Regel) Regel.